# Elecciones al Congreso de los Diputados de noviembre de 2019 (Asturias)
Las elecciones al Congreso de los Diputados de 2019 se celebraron en la provincia de Asturias el domingo 10 de noviembre, como parte de las elecciones generales convocadas por Real Decreto dispuesto el 4 de marzo de 2019 y publicado en el Boletín Oficial del Estado el día siguiente. Se eligieron los 7 diputados del Congreso correspondientes a la circunscripción electoral de Asturias, mediante un sistema proporcional (método d'Hondt) con listas cerradas y un umbral electoral del 3%. Ganando el partido del PSOE.

## Resultados
Los comicios depararon 3 escaños al Partido Socialista Obrero Español, 2 al Partido Popular y 1 a Podemos-IU-Equo, y a Vox.
| Candidatura                                            | Candidatura                                            | Votos   | %                                        | Escaños                                  |
| ------------------------------------------------------ | ------------------------------------------------------ | ------- | ---------------------------------------- | ---------------------------------------- |
|                                                        | Partido Socialista Obrero Español (PSOE)               | 186 211 | 33,69                                    | 3                                        |
|                                                        | Partido Popular-Foro de Ciudadanos (PP-FAC)            | 129 945 | 23,51                                    | 2                                        |
|                                                        | Unidas Podemos (Podemos-IU-Equo)                       | 89 301  | 16,16                                    | 1                                        |
|                                                        | Vox (Vox)                                              | 88 788  | 16,06                                    | 1                                        |
|                                                        |                                                        |         |                                          |                                          |
| Ciudadanos-Partido de la Ciudadanía (Cs)               | Ciudadanos-Partido de la Ciudadanía (Cs)               | 37 374  | 6,76                                     | 0                                        |
| Más País-EQUO (Mas País-EQUO)                          | Más País-EQUO (Mas País-EQUO)                          | 12 732  | 2,30                                     | 0                                        |
| Partido Animalista Contra el Maltrato Animal (PACMA)   | Partido Animalista Contra el Maltrato Animal (PACMA)   | 4412    | 0,80                                     | 0                                        |
| Andecha Astur (Andecha)                                | Andecha Astur (Andecha)                                | 887     | 0,16                                     | 0                                        |
| Partido Comunista de los Trabajadores de España (PCTE) | Partido Comunista de los Trabajadores de España (PCTE) | 843     | 0,15                                     | 0                                        |
| Recortes Cero-Grupo Verde (R0-GV)                      | Recortes Cero-Grupo Verde (R0-GV)                      | 732     | 0,13                                     | 0                                        |
| Partido Comunista de los Pueblos de España (PCPE)      | Partido Comunista de los Pueblos de España (PCPE)      | 626     | 0,11                                     | 0                                        |
| Por un Mundo más Justo (PUM+J)                         | Por un Mundo más Justo (PUM+J)                         | 487     | 0,09                                     | 0                                        |
| Partido Humanista (PH)                                 | Partido Humanista (PH)                                 | 366     | 0,07                                     | 0                                        |
| Votos válidos                                          | Votos válidos                                          | 552 704 | 100,00                                   | 7                                        |
| Votos nulos                                            | Votos nulos                                            | 5486    | Participación: · \| \| 58,12 % \| 15,23% | Participación: · \| \| 58,12 % \| 15,23% |
| Votantes                                               | Votantes                                               | 565 231 | Participación: · \| \| 58,12 % \| 15,23% | Participación: · \| \| 58,12 % \| 15,23% |
| Electores                                              | Electores                                              | 972 580 | Participación: · \| \| 58,12 % \| 15,23% | Participación: · \| \| 58,12 % \| 15,23% |
|                                                        | 58,12 %                                                |         |                                          |                                          |

## Diputados electos
Relación de diputados electos:
| N.º | Nombre                               | Lista | Lista          |
| --- | ------------------------------------ | ----- | -------------- |
| 1   | Adriana Lastra Fernández             |       | PSOE           |
| 2   | Paloma Gázquez Collado (PP)          |       | PP-FAC         |
| 3   | María Luisa Carcedo Roces            |       | PSOE           |
| 4   | Sofía Fernández Castañón             |       | Unidas Podemos |
| 5   | José María Figaredo Álvarez-Sala     |       | Vox            |
| 6   | Isidro Manuel Martínez Oblanca (FAC) |       | PP-FAC         |
| 7   | Roberto García Morís                 |       | PSOE           |